# Коник хвостатий
Коник хвостатий  (Tettigonia caudata) — вид коників, які поширенні у Центральній Європі, Малій Азії та Кавказі.

## Опис
Коник досягає розміру від 23 до 33 мм, має темно-зелене забарвлення. Зустрічаються з середини липня, найчастіше у полях. Харчується дрібними комахами та рослинною їжею.

## Галерея
|  |
|  |

|  |
|  |

|  |
|  |